# NGC 6730
NGC 6730 في الفهرس العام الجديد، هي مجرة، تقع في كوكبة الطاووس. اكتشفت في 23 يوليو 1835 بواسطة جون هيرشل.

## روابط خارجية
- NGC 6730 على موقع ويكي سكاي: DSS2, SDSS, GALEX, IRAS, Hydrogen α, X-Ray, Astrophoto, Sky Map, Articles and images